# 拉米亞航空2933號班機空難

最后15分钟的飞行路线。绿线表示飞机在飞航空层210（约21000英尺）中的等待航线状态（2:46:08–2:53:09 UTC）。橙星表示自动回报监视广播系统于UTC时间2:55:48消失的地点。坠机地点以红色标示。

拉米亞航空班機2933號空難（LaMia，LMI 2933）是發生於哥倫比亞時間2016年11月28日的空難，機上運載有巴西足球會沙佩科人的成員。班機由玻利維亞維魯維魯國際機場出發，原定于麦德林时间22时45分在位于哥倫比亞麥德林的何塞·瑪麗亞·科爾多瓦國際機場降落。22时15分，由于机长的错误操作，飞机在跑道前方16公里处擦破树林坠毁。事發班機為英国宇航系统公司制造的Avro RJ85，機上載有77人，包括68名乘客（接載球隊成員和21名記者）和9名機組人員。球會原定抵达哥倫比亞出戰2016南联杯決賽，對阵哥伦比亚麦德林国民。據報球隊只有3名球員生還，其他球隊成員均已罹難，球賽亦告無限期延後，而國民體育會方面亦已宣佈要求賽會將南联杯頒予沙佩科人。機上有6人被救出時仍有生命跡象，但送醫急救後僅有5人生還，1人宣告不治。事发前因一架哥伦比亚愉快航空的飞机已经出现漏油，被准予优先降落。

## 航班
飞机型号为Avro RJ85，注册编号CP-2933，序列号E.2348，于1999年3月26日首飞。在法国航空名下服役于美莎巴航空和城捷航空后，2010年到2013年间停飞，之后被委内瑞拉和玻利维亚合资航空公司拉米亚航空收购。事发时，CP-2933是拉米亚航空三架RJ85飞机中唯一在飞的班机。

## 事故
机上载有68名乘客和9名机组成员。航班从玻利维亚圣克鲁斯飞往哥伦比亚麦德林。部分乘客将参加2016南联杯决赛，对阵麦德林国民。
巴西国家民航局拒绝了沙佩科恩斯包机从圣保罗直飞麦德林的请求，导致圣克鲁斯的航班停飞及变更。民航局要求包机公司属巴西或哥伦比亚才授权直航，但俱乐部选择了曾载运过其他南美洲足球协会比赛俱乐部的拉米亚航空。在18天前，该公司曾用同一架航班运送过阿根廷国家足球队。
两座机场相隔1,605海里（2,972），略高于Avro RJ85规定标准范围1,600海里（2,963），最大航行距离为2,600海里（4,800），所需油量相当于3个辅助油箱。当地时间11月28日晚上22点（UTC时间11月29日凌晨3点），飞机在哥伦比亚拉塞哈和拉乌尼翁之间的空域飞行时燃料告急，机组人员发出燃油耗尽紧急警报。飞行最后15分钟，航班以跑道等待航线姿态绕飞两周，飞行距离增加约54海里（100）。坠机地点距何塞·玛丽亚·科尔多瓦国际机场第36跑道10海里（19）。
哥伦比亚空军直升机起初因大雾无法抵达现场，而事发两小时后救援人员抵达现场时，发现现场有区域散落着直径约100（330英尺）的碎片。到11月29日凌晨2点，首位生还者、沙佩科恩斯球员阿兰·卢舍尔被送往拉赛贾（La Ceja）医院。最初有7人幸存，但首发门将达尼洛在送院后死亡。最后一名幸存者是球员内托，于5点40分被发现。替补门将贾克森·弗罗曼截肢后幸存。包括达尼洛在内，77名乘客中有71人坠机身亡，死亡人数最初是75人，后据透露有4人未登机。

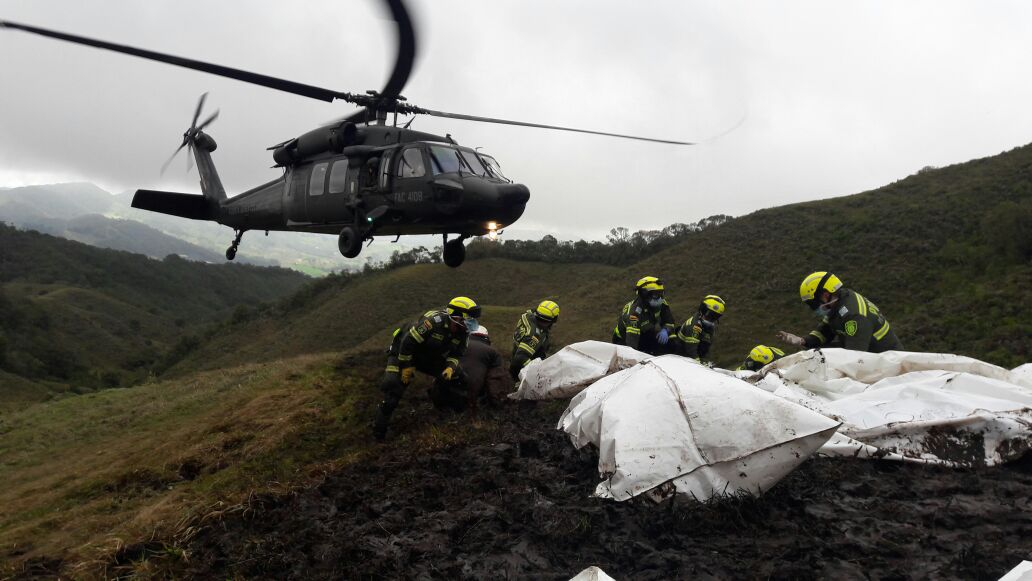
救援人员与到场的空军直升机
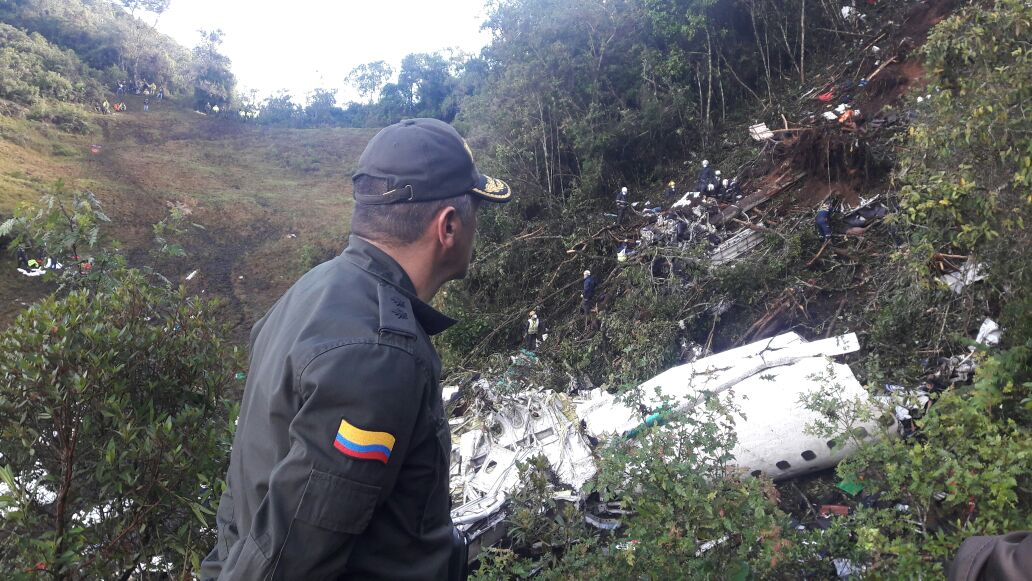
救援人员在哥伦比亚一个山坡搜索飞机残骸。
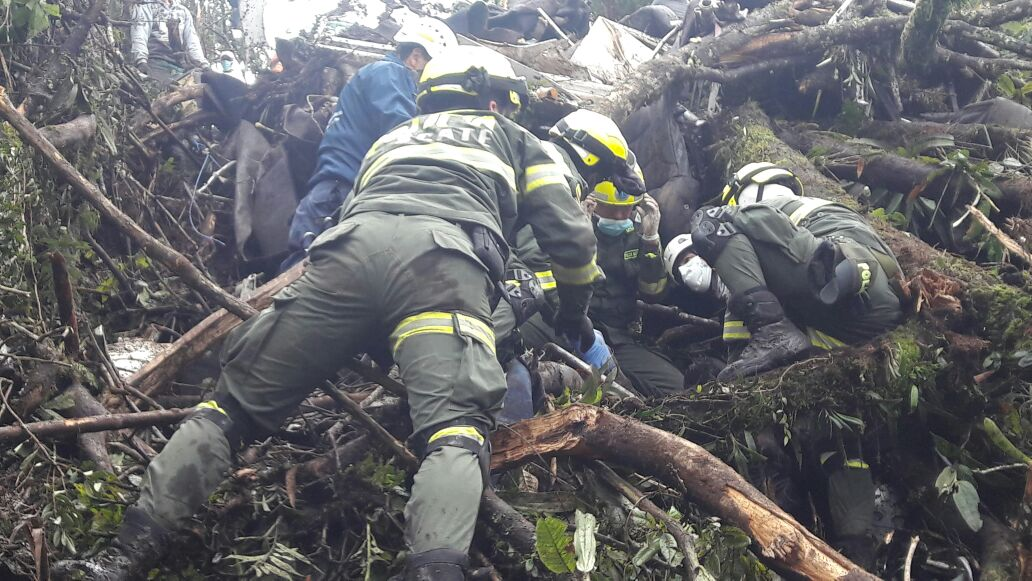
搜获的遗体

## 调查
哥伦比亚民用航空特别行政单位飞机事故调查组负责调查事故，要求飞机制造商英国宇航和英国航空事故调查局以制造方身份作为调查机构协助调查。调查局派出3人组成的调查队。加入调查的还有玻利维亚国家航空局调查人员。
哥伦比亚空军从残骸中搜获70具遇难者遗体，已全部带回基地后送往麦德林医学研究机构进行尸检鉴定。
在事故中幸存的的乘务员表示，飞机燃料耗尽。其他乘务员有听到航班飞行员在无线电中报称飞机燃料用完，需要紧急迫降。而调查队领队表示“没有证据显示飞机因燃料耗尽迫降”，飞机坠毁时没有爆炸。事故成因疑是燃料耗尽。
11月29日下午，民用航空特别行政单位表示，两台飞行记录仪完好无损。
有报道指出事故原因可能与机组成员在起飞前试图寻找某乘客的電子遊戲从而导致起飞延迟有关。起飞延迟使航班没能在午夜关闭时间之前抵达加油机场，错过了本应在中途进行的停降加油。
事故發生四周後，調查證實事故的原因是燃料耗盡。航空公司的糟糕規劃以及玻利維亞航空當局監管不力被視為促成因素。初步事故報告指出，飛行員已經討論了他們的燃料狀態以及燃料可能在途中耗盡。由於未知原因，CVR在FDR之前一小時四十分鐘停止錄製。

## 反应

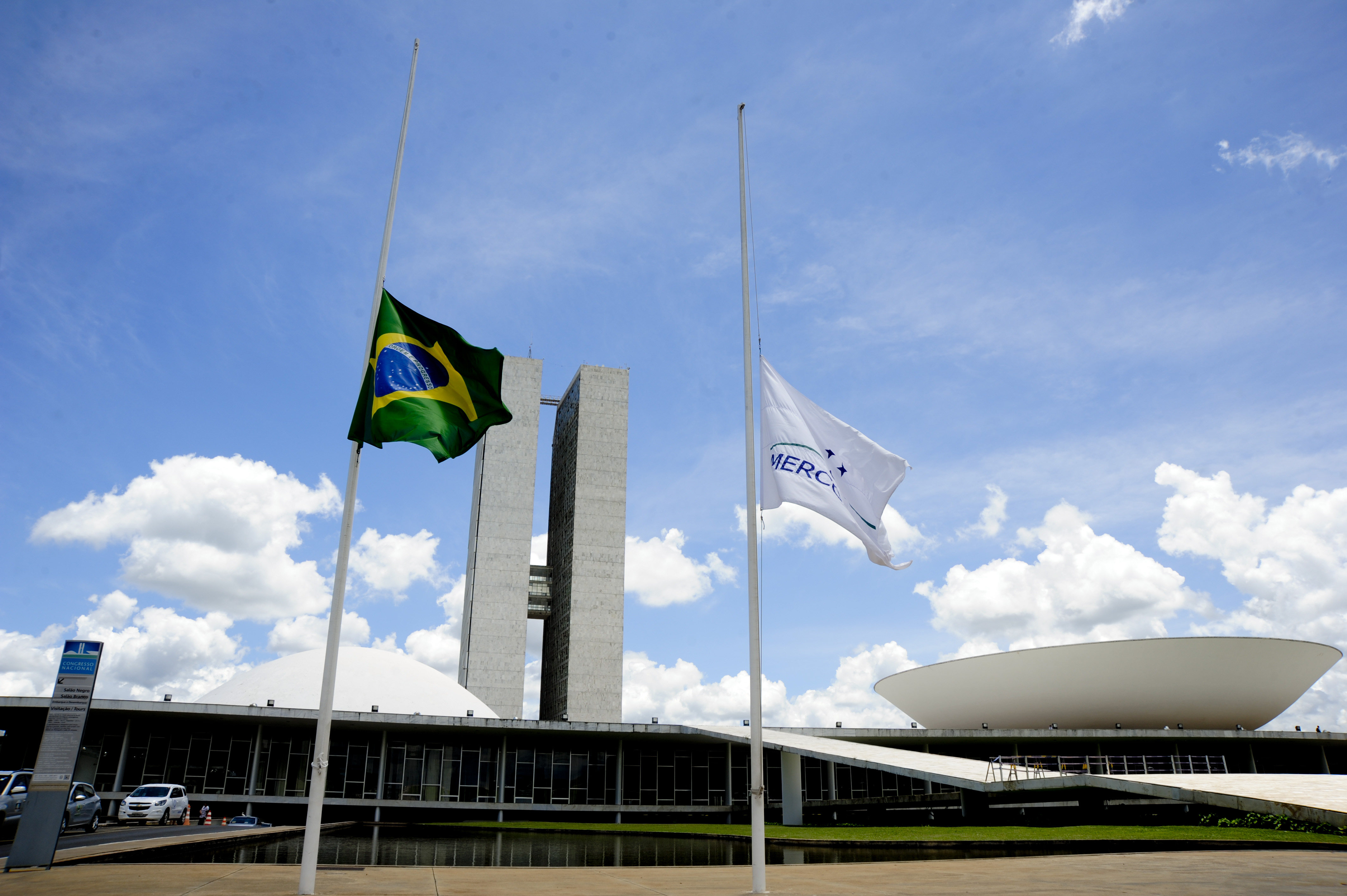
巴西利亚国民议会大楼前的巴西国旗和南方共同市场旗帜降半旗致哀。

玻利维亚国家航空管理局收回拉米亚航空的航空营运许可证，航空局主任、机场及空中导航服务管理局主管及航空局负责玻利维亚民用航空器登记的官员被停职，其中负责登记的官员是拉米亚其中一位股东的儿子。
巴西总统米歇尔·特梅尔宣布全国哀悼三天，要求波哥大的巴西驻哥伦比亚大使馆工作人员前往麦德林，以更好地协助幸存者及遇难者家属。
英国外交及联邦事务部向受事故影响的人们表示慰问。

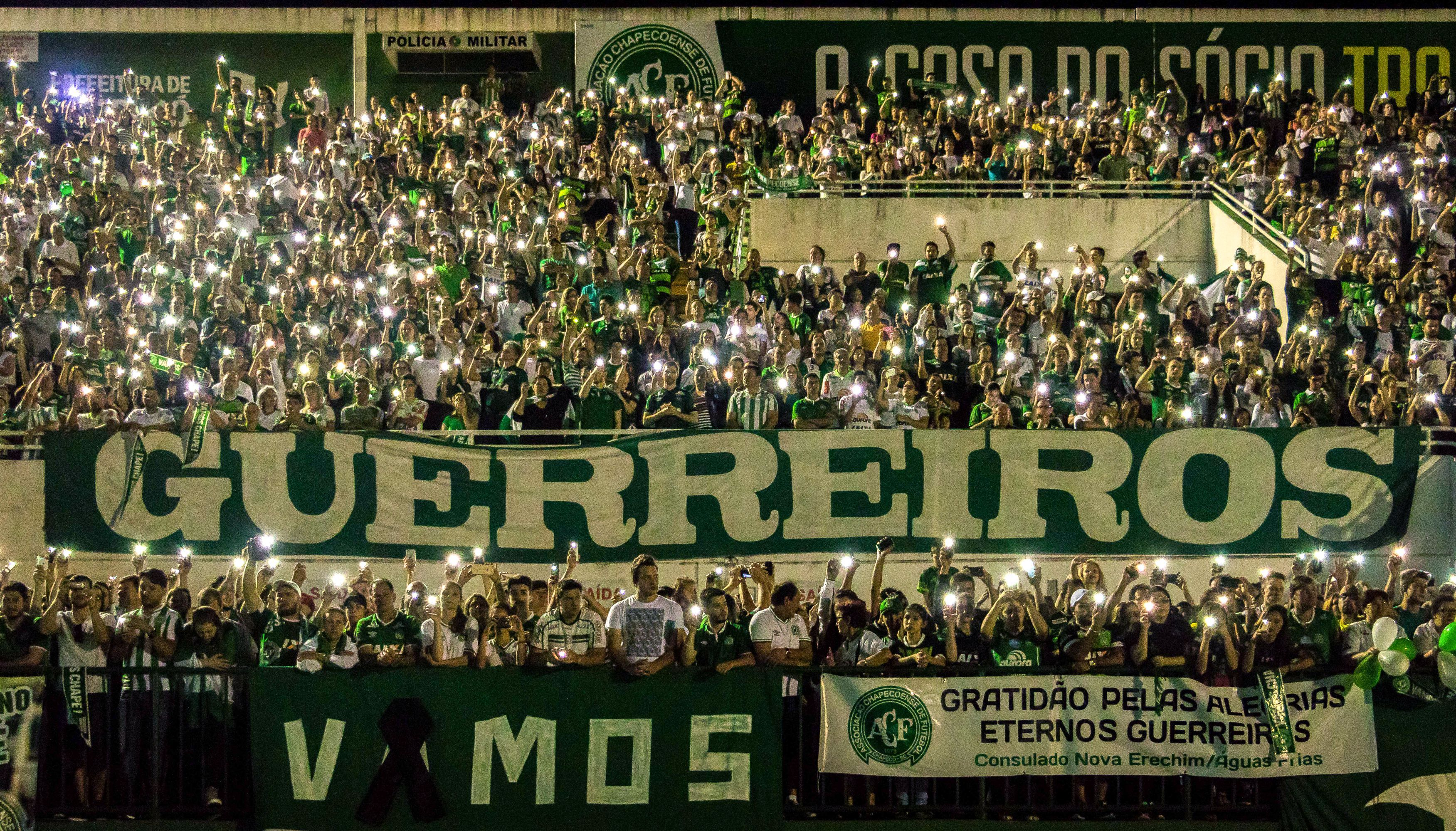
数千名民众出席沙佩科恩斯沙佩科主场的守夜仪式。

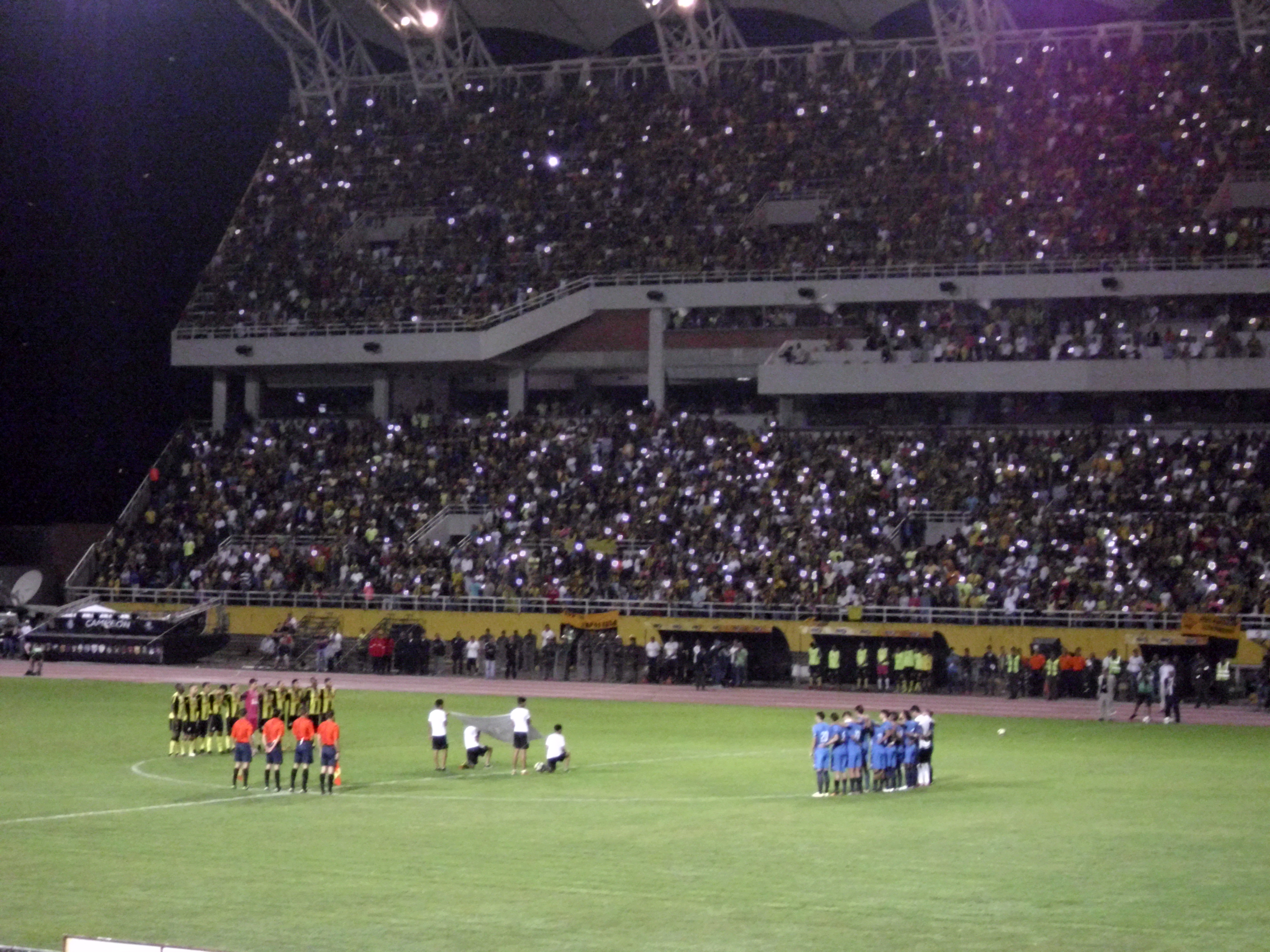
在委内瑞拉圣克里斯托瓦尔举办的一场足球赛赛前有默哀仪式。

南美足联暂停了一切活动，包括原定于11月30日到12月7日举行的南美俱乐部杯两回合制决赛和巴西杯决赛第二回合。此外，其社交媒体账户个人资料图片换成黑色沙佩科恩斯图标，并发表致哀信息，其他巴西球队则提出明年愿意将球员租借给沙佩科恩斯，要求巴西足球协会在未来三年免除其降级。巴西国家联赛冠军帕尔梅拉斯体育俱乐部正式请求足协允许在他们本赛季最后一场比赛中穿上沙佩科恩斯球衣。国民竞技要求南美足协授予决赛对手沙佩科恩斯南美俱乐部杯冠军，以示纪念，表示“对我们来说，沙佩科恩斯永远是2016年南美俱乐部杯冠军”。对于该请求，南美足协的第一反应借用主席亚历杭德罗·多明戈斯抵达麦德林时说的话：“这非常值得（考虑），但是当务之急是与巴西和哥伦比亚的官员及国民竞技的管理層交涉。”12月5日，南美足协正式授予沙佩科恩斯冠军，同时授予国民竞技公平竞赛奖。
阿根廷的竞赛俱乐部和飓风竞技俱乐部、乌拉圭的民族足球俱乐部等部分南美洲足球队宣布将在他们接下来的联赛装备球衣上印上沙佩科恩斯的纹章，以示纪念。
沙佩科恩斯也计划在巴西圣卡塔琳娜州沙佩科的球队主场康达体育场举行守灵仪式。
哥伦比亚最大的国家航空公司哥伦比亚航空向受害者家属提供44名咨询心理学家。应哥伦比亚和巴西政府请求，公司还向参与死者身份识别工作的巴西医疗人员提供后勤支援和运输服务。哥伦比亚航空也在Twitter上对事件表示遗憾，表示“与受害者家属一同祷告”。
在1972年安第斯空难中幸存的前乌拉圭橄榄球队队员罗贝托·卡内萨表示愿意帮助空难幸存者。

## 伤亡情况
门将：帕达利亚·达尼洛（获救后在医院去世）、福尔曼（获救）
后卫：内托（获救）、阿兰·路斯切尔（获救）、吉梅内斯、德内尔、卡拉梅洛、马塞洛、菲利佩·马查多、蒂耶戈
中场：尤西马尔、吉尔、塞尔吉奥·马诺埃尔、马特乌斯·比特克、克莱伯·桑塔纳、阿图尔·马亚
前锋：卡内拉、布鲁诺·兰热尔、蒂亚古尼奥、卢卡斯·戈麦斯、亚拿尼亚、肯佩斯
主帅：卡伊奥·儒尼奥尔

## 后续
2019年3月26日，作为空难幸存者之一的球队记者拉法·汉兹尔因心脏病去世，目前幸存者剩余4人。拉法·汉兹尔的去世后，沙佩科人队将官推的头像改为黑白颜色，同时在官方推特上表达了对拉法·汉兹尔的哀悼。